# Sensée
Die Sensée ist ein Fluss in der nordfranzösischen Region Hauts-de-France. Sie durchquert die Départements Pas-de-Calais und Nord.

## Geographie
Sie entspringt im Gemeindegebiet von Saint-Léger, wo sie Richtung Nordwest entwässert. Bei Lécluse erreicht sie ein Sumpfgebiet mit einer Vielzahl von Seen und Tümpeln. Südlich von Arleux quert sie das Mündungsstück des Canal du Nord und erreicht nach wenigen Kilometern den Canal de la Sensée, dem sie nicht nur den Namen gibt, sondern ihn auch mit Wasser versorgt. Aufgrund der seenreichen Umgebung folgt sie nicht dem Kanal, der für die Schifffahrt begradigt wurde, sondern springt immer wieder rechts und links davon ab. Sie mündet schließlich nach rund 47 Kilometern bei Bouchain als linker Nebenfluss in die kanalisierte Schelde.

## Schifffahrt
Der Fluss selbst ist nicht schiffbar. In seinem Tal wurde jedoch der Schifffahrtskanal Canal de la Sensée erbaut, der heute Teil des Großschifffahrtsweges Dünkirchen-Schelde ist und von Schiffen und Schubverbänden mit einer Ladekapazität bis zu 3000 Tonnen befahren werden kann. Diese Schifffahrtsstraße setzt sich Richtung Osten auf der kanalisierten Schelde fort. Bei Arleux mündet außerdem der schiffbare Canal du Nord von Süden kommend in den Canal de la Sensée.

## Orte am Fluss
im Département Pas-de-Calais:
- Saint-Léger
- Croisilles
- Fontaine-lès-Croisilles
- Chérisy
- Vis-en-Artois
- Rémy
- Éterpigny
- Étaing

im Département Nord:
- Lécluse
- Hamel
- Arleux
- Aubigny-au-Bac
- Féchain
- Paillencourt
- Estrun
- Wavrechain-sous-Faulx
- Bouchain